# Weinmannia rapensis
Weinmannia rapensis är en tvåhjärtbladig växtart som beskrevs av Forest Brown. Weinmannia rapensis ingår i släktet Weinmannia och familjen Cunoniaceae. Inga underarter finns listade i Catalogue of Life.